# キッチーズ賞
キッチーズ（The Kitschies）は、イギリスの文学賞。前暦年にイギリスで刊行・発表された作品のうち「もっとも先鋭的で、知的で、エンターテインメントであり、スペキュレイティヴまたはファンタスティックな要素を持つ作品（the year’s most progressive, intelligent and entertaining works that contain elements of the speculative or fantastic）」に贈られる。
主にSF、ファンタジー、ホラーなどのスペキュレイティヴ・フィクション作品を対象とした賞である。
第15回となる2024年をもって終了。

## 概要
キッチーズを運営するのは、「様々な形で、ジャンル文芸における議論を刺激し、向上させる（encouraging and elevating the tone of the discussion of genre literature in its many forms）ことを目的として掲げるNPOである。創設者のアン・ペリーとジャレド・シュリン（Jared Shurin）は、ファンタジーやスペキュレイティヴな要素を持ち、内容や構成の面で先鋭的な作品に注目を集めたい、と述べている。
候補作と受賞作は選考委員会方式によって決定される（選考委員は毎年変わる）。受賞者には賞金と、編物の触手のトロフィーが贈られる。 
部門は下記のとおり。
- 赤い触手（Red Tentacle for best novel） - 長編部門。賞金1000ポンド。2009年-2024年。
- 金の触手（Golden Tentacle for the best debut novel） - 新人部門（著者の初長編が対象）。賞金500ポンド。2010年-2024年。
- 墨の触手（Inky Tentacle for the best cover art） - カバーアート部門。賞金500ポンド。2011年-2024年。
- 見えない触手（Invisible Tentacle for the best natively digital fiction） - デジタル・フィクション部門。2014年-2015年。
- 黒い触手（Black Tentacle） - 選考委員の裁量によって贈られる特別賞。2010年-2015年。

## 受賞作
年度は刊行年（授賞の前年）を基準としている。2016年は賞自体が休止した。

### 赤い触手（長編部門）
- 2009年 - 『都市と都市』The City & the City、チャイナ・ミエヴィル[4]
- 2010年 - 『ZOO CITY』Zoo City、ローレン・ビュークス[5]
- 2011年 - 『怪物はささやく』A Monster Calls、パトリック・ネス&シヴォーン・ダウド[6][7]
- 2012年  - 『エンジェルメイカー』Angelmaker、ニック・ハーカウェイ[8][9]
- 2013年  - 『あるときの物語』A Tale for the Time Being、ルース・オゼキ[10][11]
- 2014年 - Grasshopper Jungle、Andrew A. Smith [12][13]
- 2015年 - The Heart Goes Last、マーガレット・アトウッド
- 2016年 - 休止
- 2017年 - The Rift、ニーナ・アラン（英語版）
- 2018年 - Circe、Madeline Miller[14]
- 2019年 - The Fire Starters、Jan Carson
- 2020年 - 『ピラネージ』Piranesi、スザンナ・クラーク
- 2021年 - The Galaxy and the Ground Within、ベッキー・チェンバーズ
- 2022年 - The Last Blade Priest、W. P. Wiles

### 金の触手（新人部門）
- 2010年 - King Maker、Maurice Broaddus[5]
- 2011年 - God's War、カメロン・ハーレイ（英語版）[6]
- 2012年 - Redemption in Indigo、カレン・ロード（英語版）[8]
- 2019年 - Jelly、Clare Rees[15]
- 2013年 - 『叛逆航路』Ancillary Justice、アン・レッキー[10]
- 2014年 - Viper Wine、Hermione Eyre[12]
- 2015年 - Making Wolf、Tade Thompson
- 2016年 - 休止
- 2017年 - Hunger Makes the Wolf、Alex Wells
- 2018年 - 『バグダードのフランケンシュタイン』Frankenstein in Baghdad、アフマド・サアダーウィー[14]
- 2019年 -  Jelly、Clare Rees
- 2020年 - The Space Between Worlds、Micaiah Johnson
- 2021年 - Temporary、Hilary Leichter
- 2022年 - Our Wives Under the Sea、Julia Armfield